# Ranovao
Ranovao is een plaats en commune in het centrum van Madagaskar, behorend tot het district Manjakandriana, dat gelegen is in de regio Analamanga. Tijdens een volkstelling in 2001 telde de plaats 3.896 inwoners.
De plaats biedt naast lager onderwijs ook middelbaar onderwijs aan. 85 % van de bevolking werkt als landbouwer. De belangrijkste landbouwproducten zijn rijst en aardappelen; andere belangrijke producten zijn bonen, maniok en zoete aardappelen. Verder is 1% actief in de dienstensector.